# Методи інженерного творення
Методи інженерного творення технічних систем — це системні методи; асоціативні методи; алгоритмічні методи; принципи усунення технічних протиріч.

## Вступ
Рішення проблеми інтенсивного розвитку економіки висуває велику кількість інженерних задач, пов'язаних з економією трудових ресурсів, сировини, матеріалів, енергії, а також з підвищенням продуктивності, якості й технічного рівня виробів, скорочення ручної малокваліфікованої і монотонної праці тощо.
Це вимагає обов'язкового оволодіння інтенсивною технологією інженерного творення на підставі використання сучасних методів інженерної творчості, спеціально підготовленої інформації та програмного забезпечення обчислювальної техніки.
У XX столітті продуктивність праці зросла приблизно в 20 разів, а в конструюванні тільки на 40 %. Тому очевидно, що при створенні нових технічних систем в XXI столітті широко вживаний метод «проб та помилок» стає дедалі менш надійним, непродуктивним методом мислення й пошуку нових рішень. Він вступив у протиріччя з науково-технічним прогресом. Тому зараз потрібні нові методологічні підходи до розумової праці і її наукова організація.
Методологічну основу творчості становлять такі два підходи: діалектичний підхід на основі найзагальніших законів природи, суспільства і мислення та системний підхід, як єдиний напрям у розвитку сучасного наукового пізнання.

## Основні поняття творчості людини
Основні поняття, які стосуються творчої діяльності людини: концепція, методологія, метод, методика, прийом.
Методологія — вчення про науковий метод взагалі і про методи окремих наук (методологія історії, методологія конструювання, методологія літератури…).
Методологія творчості дедалі більше перетворюється в самостійну наукову дисципліну, як теорію, в якій можна виділити такі чотири рівня: філософський; загальнонауковий; конкретно науковий; методика і техніка наукового дослідження.
Концепція — те чи інше розуміння явища, система поглядів. Метод — спосіб пізнання, дослідження явищ природи і суспільного життя (діалектичний, експериментальний, порівняльний…), прийом, система прийомів в якійсь діяльності (передові методи виробництва, метод навчання, метод дослідження…).
Методика — сукупність прийомів практичного виконання чогось (методика експерименту, методика наукового дослідження…), вчення про методи викладання тієї чи іншої науки.
Прийом — спосіб досягнення, здійснення чогось (прийом інверсії, прийом аналогій…).

## Методи активізації технічної творчості
На цей час в інженерній практиці розроблено багато методів активізації творчості, які умовно можна поділити на дві групи:
- евристичні методи технічної творчості (Евристика — від грец. знаходжу) та
- логічні методи пошукового конструювання, в яких переважають логічні правила аналізу, порівняння, узагальнення, класифікації.

Можлива інша, більш вживана класифікація методів:
- системні;
- асоціативні;
- алгоритмічні, а також їх комбінації.

### Системні методи
У другій половині XX століття розроблено велику кількість різних системних методів пошуку технічних рішень. До найсприятливіших для проєктування технологічного обладнання, інструментів, а також технологічних процесів можна віднести такі системні методи:
- морфологічного аналізу;
- матриць відкриття;
- функціонально-вартісний;
- організуючих понять;
- систематичної евристики та ін.
Вони побудовані за принципами логічної обробки інформації, мають загальногалузевий характер, можуть бути формалізовані частково або повністю і використовуються в людино-машинних програмах.

### Асоціативні методи
Якщо на технічну систему або об’єкт, що вдосконалюється, перенести ознаки інших, випадково обраних об’єктів, то число неочікуваних варіантів різко зростає. Тобто, для описання асоціативних методів, використовуються такі поняття, як асоціація, метафора та аналогія.
Асоціація  (лат.associo – «з'єдную», «зв'язую») – зв'язок, який виникає при певних умовах між двома або більше психологічними утвореннями.
Метафора (грец.μεταφορά – «перенесення») – перенесення властивостей одного предмета (явища) на другий на підставі загальної для обох ознаки.
Аналогія(грец. αναλογια – «відповідність») – подібність, схожість у цілому відмінних предметів, явищ за певними властивостями, ознаками або відношеннями. Серед аналогій розрізняють такі: пряма, емпатія, символічна, фантастична.
До асоціативних належать такі методи:
-	мозкового штурму;
-	фокальних об’єктів;
-	гірлянд випадковостей і асоціацій;
-	контрольних запитань;
-	синектики та ін.

### Алгоритмічні методи
Ці методи відносяться до програмних методів рішення задач пошуку нових технічних рішень. Основними серед них є:
- вепольний аналіз,
- узагальнений евристичний метод,
- алгоритм рішення винахідницьких задач (АРВЗ).